# Rafael Juárez de Negrón y Centurión de Córdova
Rafael Juárez de Negrón y Centurión de Córdova   (Estepa, 14 d'abril de 1816 - Madrid, 5 de febrer de 1885) és un militar espanyol, capità general d'Aragó i València durant el regnat d'Alfons XII.
De família de militars, en 1830 ingressà al Col·legi d'Artilleria d'Alcalá de Henares, on el 1835 fou ascendit a subtinent i el 1836 a tinent. Durant la primera guerra carlina va lluitar al setge de Morella i a les batalles de Sant Pere Màrtir (1838), Maella (1840) i a la batalla de Perecamps. En 1840 fou ascendit a capità per mèrits de guerra i li fou concedida la creu de Sant Ferran. Sota les ordres de Antonio van Halen y Sarti va participar amb l'esclafament del pronunciament de 1841 a Barcelona. En 1843 fou ascendit a comandant i en 1844 fou destinat a Vitòria i a l'Estat Major de l'Exèrcit del Nord.
En 1846 i 1847 va formar part de l'exèrcit d'Observació de Portugal, a les ordres del general Ricardo Shelly Comesford. En 1850 fou ascendit a comandant d'artilleria i en 1858 a tinent coronel d'infanteria. El 1859 fou destinat com a formador a l'Escola Pràctica d'Artilleria de Sevilla. En 1863 fou ascendit a coronel d'artilleria i destinat a València. En 1864 fou destinat a Madrid i participà en la repressió de la revolta de Villarejo de Salvanés (1866), raó per la qual fou ascendit a brigadier. Després de la revolució de 1868 fou destituït en el cos d'artilleria, però en 1872 fou readmès i fou nomenat vocal de la Junta Superior Facultativa i capità general del País Basc i Navarra. Després de les accions al pont de Guardiola i a Castellar de n'Hug en el marc de la tercera guerra carlina (setembre de 1874) fou ascendit a mariscal de camp. Després dels combats de Peña Plata i Nera, l'1 d'abril de 1875 fou ascendit a tinent general. Del 19 d'octubre de 1875 al 23 d'abril de 1877 fou capità general d'Aragó. De 1877 a 1881 fou vocal de la Junta Superior Facultatiu de Guerra. Del 17 de febrer 1881 al desembre de 1882 fou capità general de València. De 1882 a 1885 fou director general del Cos i Caserna d'Invàlids. Va morir a Madrid el 5 de febrer de 1885.